# هاري كينت
هاري كينت (بالإنجليزية: Harry Kent)‏ (22 أكتوبر 1879 في المملكة المتحدة - 22 ديسمبر 1948 بواتفورد في المملكة المتحدة) هو مدرب كرة قدم ولاعب كرة قدم بريطاني (وحمل سابقاً جنسية المملكة المتحدة لبريطانيا العظمى وأيرلندا) في مركز الدفاع. لعب مع برايتون أند هوف ألبيون ونادي ميدلزبره ونادي واتفورد ونوتس كاونتي وIlkeston Town F.C. (1882) ‏ وHeanor Town F.C. ‏.

## وصلات خارجية
- هاري كينت على موقع Soccerbase.com (مدرب) (الإنجليزية)